# 太上感應篇
《太上感應篇》，作者不詳，道教善書，托稱太上老君所授，是流傳最廣的善書。其內容主要取自於東晉葛洪所著的《抱朴子》，起源時間不詳，最早可知的記錄來自於南宋。

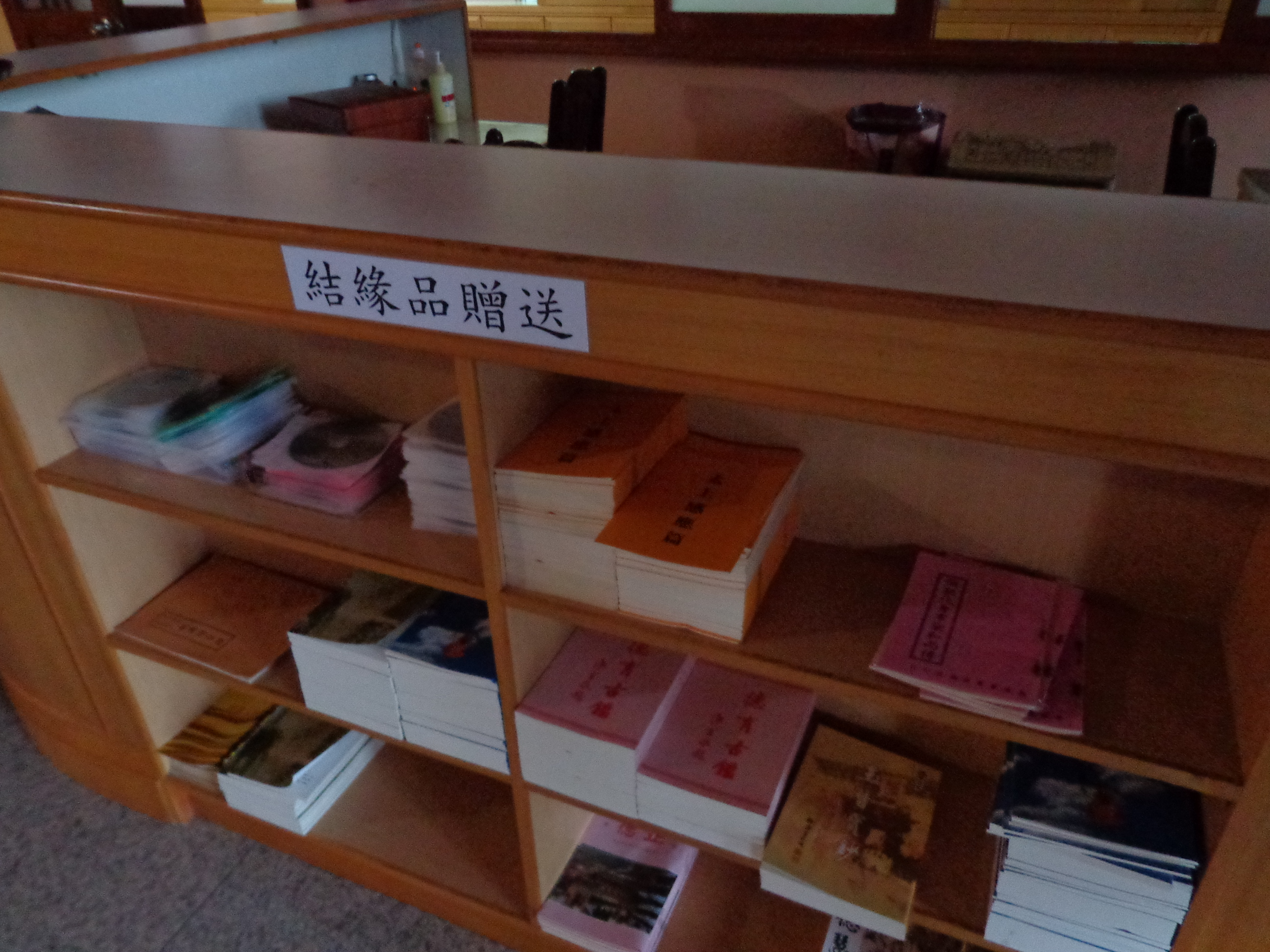
台北市木柵區一貫道天恩宮中擺放《太上感應篇》等善書的書架（2013年1月攝）

## 內容
《太上感應篇》文句多取自東晉葛洪《抱朴子》「對俗」及「微旨」兩篇，全文1277字，分總論、善行、惡行和結論4部份，共列舉22項善行，155項惡行。

## 歷史
《太上感應篇》最早見於宋代的文獻。南宋李石於1164年把《太上感應篇》收入他編輯的《樂善錄》中。名儒真德秀曾為《太上感應篇》作序，宋理宗在篇首御書「諸惡莫作，眾善奉行」八字，並協助其出版與流通。
《太上感應篇》為後人編寫善書的典範，在傳統社會幾乎無人不曉，在清代與《文昌帝君陰騭文》及《關聖帝君覺世真經》合稱「三聖經」。
《太上感應篇》在漢傳佛教淨土宗信徒之中也非常盛行，如印光法師、淨空法師等人，都曾提倡過此書。

## 註解
- 《太上感應篇箋註》
- 《太上感應篇彙編》
- 《太上感應篇直講》